# 2. ŽNL Splitsko-dalmatinska 2012./13.
Ovaj članak je podtema članka: 5. rang HNL-a 2012./13.#2. ŽNL Splitsko-dalmatinska

2. ŽNL Splitsko-dalmatinska je na novo formirana u sezoni 2012./13.  Predstavljala je drugi stupanj županijske lige u Splitsko-dalmatinskoj županiji, te ligu petog ranga hrvatskog nogometnog prvenstva. Sudjelovalo je šest klubova, a prvak je bio Adriatic iz Splita, dok je Sloga iz Mravinaca ostvarila plasman u 1. ŽNL. 

## Sustav natjecanja
Sedam klubova je igralo trokružnim liga-sustavom (21 kolo, 18 utakmica po klubu).

## Momčadi
- Adriatic – Split
- Jadran – Supetar
- Poljičanin 1921 – Srinjine
- Sloga – Mravince
- Tekstilac – Sinj
- Trogir – Trogir
- Vrlika – Vrlika

## Ljestvica
| Poz. | Momčad          | U  | P  | N | I  | G+ | G– | G+/– | Bod. | Nastavak natjecanja ili ispadanje |
| ---- | --------------- | -- | -- | - | -- | -- | -- | ---- | ---- | --------------------------------- |
| 1.   | Adriatic (P)    | 18 | 13 | 3 | 2  | 58 | 20 | +38  | 42   |                                   |
| 2.   | Sloga Mravince  | 18 | 11 | 5 | 2  | 43 | 17 | +26  | 38   | 1. ŽNL                            |
| 3.   | Tekstilac Sinj  | 18 | 7  | 4 | 7  | 24 | 31 | −7   | 25   |                                   |
| 4.   | Poljičanin 1921 | 18 | 6  | 3 | 9  | 31 | 32 | −1   | 21   |                                   |
| 5.   | Vrlika          | 18 | 6  | 3 | 9  | 31 | 44 | −13  | 21   |                                   |
| 6.   | Trogir          | 18 | 5  | 3 | 10 | 16 | 39 | −23  | 18   |                                   |
| 7.   | Jadran Supetar  | 18 | 3  | 2 | 13 | 24 | 44 | −20  | 11   |                                   |

## Rezultatska križaljka
| kratica | klub                     | ADR | JAD      | POLJ | SLO      | TEK      | TRO           | VRL |
| --- | ------------------------ | --- | -------- | ---- | -------- | -------- | ------------- | --- |
| ADR | Adriatic Split           |     |          |      | 5:0, 1:1 |          |               |     |
| JAD | Jadran Supetar           |     |          |      | 2:3      | 0:1      |               |     |
| POLJ | Poljičanin 1921 Srinjine |     |          |      | 2:4, 0:0 |          |               |     |
| SLO | Sloga Mravince           | 1:1 | 5:0, 2:1 | 1:1  |          | 0:1, 3:1 | 3:0 p.f., 2:0 | 6:0 |
| TEK | Tekstilac Sinj           |     |          |      | 0:2      |          |               |     |
| TRO | Trogir                   | 0:1 |          |      | 0:3      |          |               |     |
| VRL | Vrlika                   |     |          |      | 2:2, 0:5 |          |               |     |
| |                          |     |          |      |          |          |               |     |
| podebljan rezltat - utakmice od 1. do 7., te od 15. do 21. kola (1. i 3. utakmica između klubova) rezultat normalne debljine - utakmice od 8. do 14. kola (2. utakmica između klubova) rezultat nakošen - nije vidljiv redoslijed odigravanja međusobnih utakmica iz dostupnih izvora rezultat nakošen i smanjen * - iz dostupnih izvora nije uočljiv domaćin susreta prekrižen rezultat - poništena ili brisana utakmica p - utakmica prekinuta 3:0 p.f. / 0:3 p.f. - rezultat 3:0 bez borbe |                          |     |          |      |          |          |               |     |

Izvori: 

## Poveznice
- Nogometni savez Županije Splitsko-dalmatinske
- 2. ŽNL Splitsko-dalmatinska
- 1. ŽNL Splitsko-dalmatinska 2012./13.